# Agelenopsis pennsylvanica
Agelenopsis pennsylvanica är en spindelart som först beskrevs av Carl Ludwig Koch 1843.  Agelenopsis pennsylvanica ingår i släktet Agelenopsis och familjen trattspindlar. Inga underarter finns listade i Catalogue of Life.

## Bildgalleri

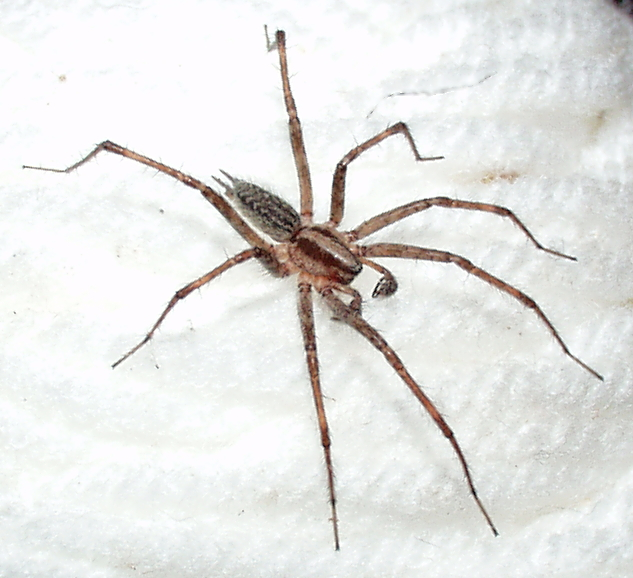
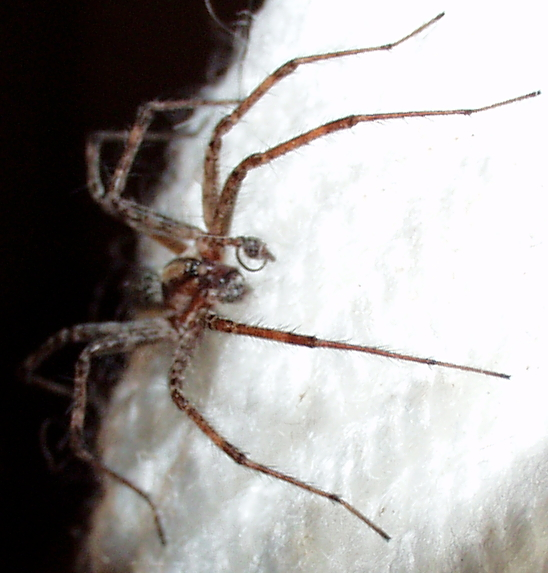
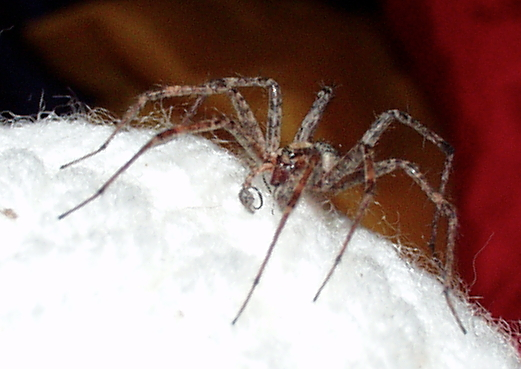
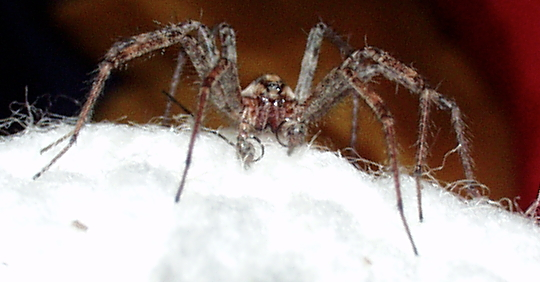